# 镀层
镀层是一种使金属或其他物質在物件表面沉积附著的工艺。常見的鍍層包括金、銀、鈀、不鏽鋼、銅、鎳等，目的包括提升美觀性、耐久性、防蝕性等。镀层工艺具有数百年的历史。在当今，镀层仍然是一门重要的技术。
镀层有多种方法，其中一种是在表面覆盖金属，然后加压加热使其融化。
現今常用的鍍層方式有電鍍、濺鍍、化鍍、蒸鍍、與複合一種以上技術的複合鍍。

## 电镀
电镀是通过将金属离子提供电子而形成表面。

## 具体案例

### 镀金
镀金是指一种在表面淀积金的方法。